# Дамрош, Леопольд
Леопольд Дамрош (1832—1885) — немецкий скрипач, композитор, дирижёр и музыкальный педагог.

## Биография

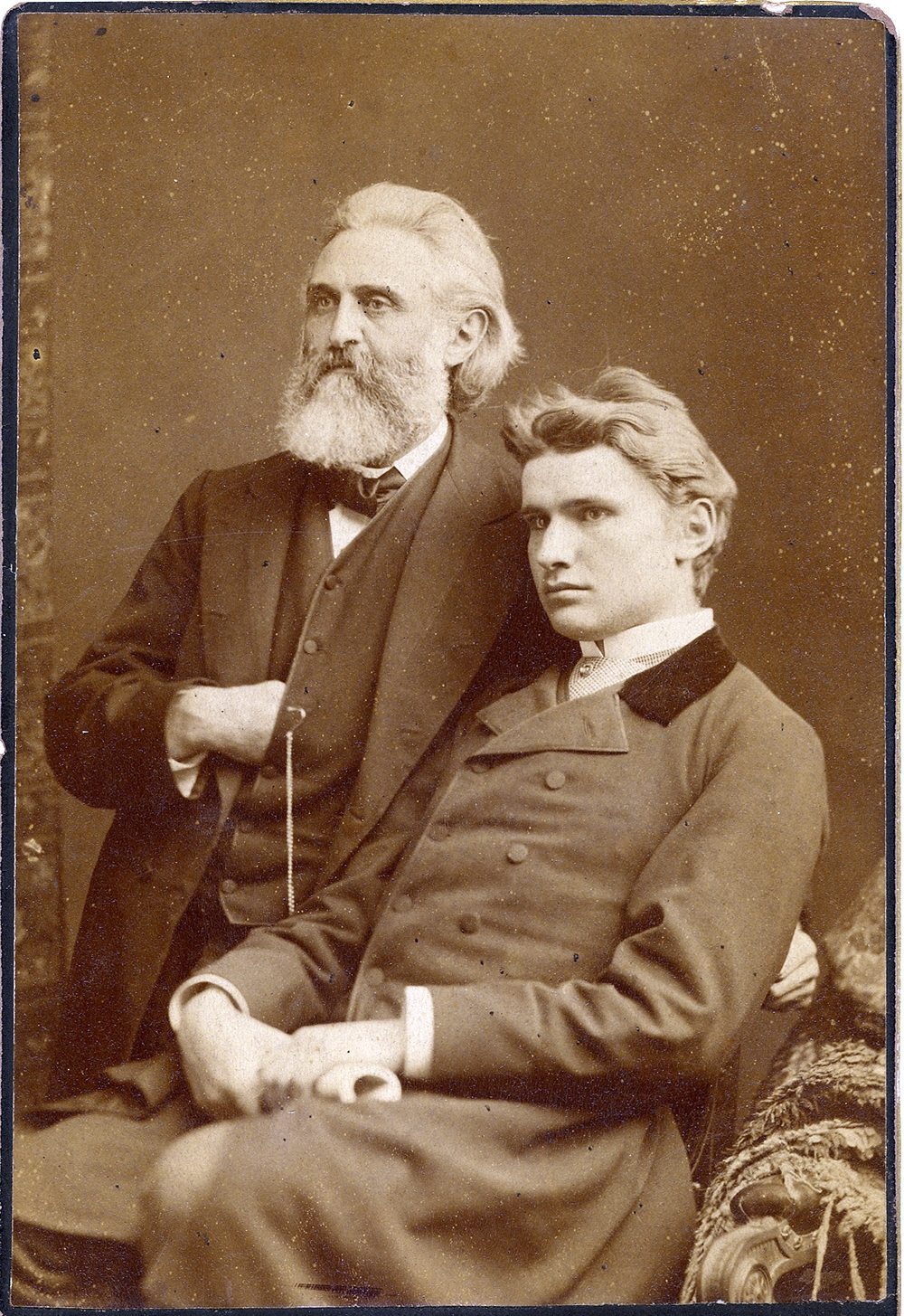
Леопольд Дамрош с сыном Вальтером

Леопольд Дамрош родился 22 октября 1832 года в городе Познани. Учился на медицинском факультете Берлинского университета, но решил посвятить свою жизнь исключительно музыке.
С 1856 года он стал выступать в качестве скрипача-виртуоза и капельмейстера в небольших германских городках, пока не был приглашен Листом в веймарскую придворную капеллу. Горячий приверженец направления Вагнера и Листа, он печатал статьи в защиту его в Новой музыкальной газете в Лейпциге.
В 1871 году Дамрош был приглашен в Нью-Йорк на место дирижёра хорового общества «Arion», которое под его руководством вскоре достигло процветания. В 1873 году он основал в Нью-Йорке хоровое общество «Oratoria Society», а в 1878 году — оркестровое «Symphony Society»; оба эти общества благодаря организаторскому и музыкальному таланту Дамроша быстро встали на ноги и стали играть выдающуюся роль в музыкальной жизни города Нью-Йорка. Помимо этого, став во главе музыкальной газеты, активно пропагандировал направление Вагнера.
Из произведений композитора наиболее известны: скрипичный концерт D-moll, «Руфь и Ноэми» — библейская идиллия для соло, хора и оркестра, «Суламит» (то же).
Сын Дамроша, Вальтер, является преемником отца на посту директора Нью-Йоркского филармонического оркестра.
Леопольд Дамрош умер 15 февраля 1885 года в Нью-Йорке.

## Избранные произведения
- Am Manzanares, op. 11 no. 10
- An, op. 8 no. 5
- An den Mond, op. 17 no. 4
- Bedeckt mich mit Blumen, op. 11 no. 7
- Bedeckt mich mit Blumen, op. 11 no. 3
- Bitte, op. 5 no. 1
- Cantatas 1 — 7
- Das Meer erstrahlt im Sonnenschein, op. 16 no. 1
- Dereinst, dereinst, op. 11 no. 4
- Dich lieb' ich inniglich, op. 7 no. 3 (E. Kern)
- Die blauen Frühlingsaugen, op. 13 no. 3
- Die du bist so schön und rein, op. 10 no. 3
- Es war ein alter König, op. 10 no. 4
- Frühling, op. 16 no. 2
- Frühlingslied, op. 6 no. 3
- Geh, Geliebter, geh jetzt!, op. 11 no. 6
- Hör' ich das Liedchen klingen, op. 10 no. 2
- Ich halte ihr die Augen zu, op. 16 no. 4
- Ich hatte einst ein schönes Vaterland, op. 13 no. 2
- Ich liebe dich, op. 8 no. 1
- In der Ferne, op. 10 no. 1
- Jedweder Geselle, sein Mädel im Arm, op. 16 no. 5
- Kalt und schneidend weht der Wind, op. 8 no. 8
- Kommen und Scheiden, op. 5 no. 4
- Liebesfrühling, op. 5 no. 5
- Liebesgruss, op. 14 no. 1 (Volkslieder (Folksongs))
- Lied des Fischerknaben
- Mädchen mit dem rotten Mündchen, op. 10 no. 6
- Mignon, op. 17 no. 2
- Nachhall, op. 5 no. 2 ((Ignaz) Julius Lasker)
- Nachtgesang, op. 17 no. 3
- Nähe des Geliebten, op. 17 no. 1
- Nelken wind' ich und Jasmin, op. 11 no. 5
- Schiller’s «Joan of Arc»
- Siegfrieds Schwert
- Sulamith
- Symphony in A Major (1878)[9][10]
- Trost, op. 8 no. 6 (Joseph Christian Freiherrn von Zedlitz)
- Violin Concerto in D minor (pub. by Bote & Bock, 1878).[11]
- Von dem Rosenbusch, o Mutter, op. 11 no. 2
- Wandl' ich in dem Wald des Abends, op. 16 no. 3
- Wenn ich auf dem Lager liege, op. 10 no. 5
- Wenn ich ihn nur habe, op. 7 no. 2
- Wieder möcht' ich dir begegnen, op. 8 no. 9
- Zuléikha, op. 6 no. 2
- Zuversicht, op. 5 no. 3 ((Ignaz) Julius Lasker)